# Калиновка (Должанский район)
Калиновка — деревня в Должанском районе Орловской области России. 
Входит в Козьма-Демьяновское сельское поселение в рамках организации местного самоуправления и в Козьма-Демьяновский сельсовет в рамках административно-территориального устройства.

## География
Расположена в 4 км к востоку от райцентра, посёлка городского типа Долгое, и в 147 км к юго-востоку от центра города Орёл.

## Население
| 2002 | 2010 |
| ---- | ---- |
| 447  | ↘413 |

Согласно результатам переписи 2002 года, в национальной структуре населения русские составляли 98 % от жителей.